# 臺灣水滸傳
《臺灣水滸傳》是一部以二戰結束前後為時代背景的台灣電視公司八點檔連續劇之一，1994年12月26日至1995年3月31日每週一至週五晚上八點播出。製作單位賞心悅目文化公司，製作人徐進良、林桂瑛。

## 劇情簡介
中華民國四十八年，一個充滿歷史傷痛、顛沛紛亂的時代，一個發生在台灣小鎮上的可悲、可親、有笑、有淚的故事。蘭姨隨在姐夫白將軍身側，並對姐夫唯一的女兒白蘋視如己出，同時又暗中積極參與各種民主運動。白家多年世交宋寶媚是早年僑選立委，是長年居住美國的中國人，帶著兒子雲樵返台，並極力撮合雲樵與白蘋婚事，此舉引起和白蘋青梅竹馬身為白將軍副官之子的飛鵬不滿。飛鵬和雲樵大打出手，並帶著白蘋私奔。小鎮醫生林志明與妻子素雲的婚禮上，憲警出現抓走新郎，白將軍挺身而出極力營救，無意間發現自己的女兒秋月也在小鎮上。一波未平一、一波又起，此時將軍的副官竟是從是滲透破壞的匪諜而遭槍斃，一向忠黨愛國的將軍自覺愧對國家也舉槍自殺。面對一連串苦難，白家驚愕不已，寶媚因此對蘭姨深惡痛絕並揭發蘭姨為民運人士身份；幸賴深愛蘭姨的林父大力相助，使她猶豫該不該接受這位台灣的風流黑狗兄的愛情。此時，與蘭姨分散二十年的丈夫，亦為白蘋親生父親的企業家由日本返台．．。匪諜的兒子、飛鵬更加消沈了，他的自我放逐又將如何面對秋月和白蘋的感情呢？時代的悲劇造成了多少人的悲歡離合　，讓我們藉著這齣戲更加觀心這片土地，和土地上的這群人吧！

## 演員表
| 角色   | 演員                    | 角色介紹 |
| 劉秀蘭 | 陳美鳳                  | 溫婉的女性 白蘋之母 與白佩山將軍有情愫 受劇中眾多男角追求 最後照顧林添丁度過餘生                                                                  |
| 林添丁 | 龍劭華                  | 有一兒林志明與童養媳林素雲 喜歡劉秀蘭，追求她甚久                                                                                                 |
| 藍秋月 | 況明潔                  | 老師 紀飛鵬之妻 陳清文、紀清華之母 白佩山之女 陳武雄之前妻 林志明之前女友                                                                         |
| 白佩山 | 陳庭威 （配音：官志宏） | 將軍 與劉秀蘭有情愫 第18集欲證明自己對國家的忠心飲彈自盡                                                                                          |
| 林素雲 | 周思潔                  | 林家的童養媳 林志明之妻 林蕙心、林耀祖之母 林添丁之媳婦                                                                                           |
| 紀飛鵬 | 謝祖武                  | 紀叔的兒子 藍秋月之夫 紀清華之父 陳清文之繼父 |
| 宋寶媚 | 李芳雯                  | 立委 為人勢利 宋雲樵之母 對白將軍頗有好感 最後與美國將軍魏斯麥在一起                                                                              |
| 林志明 | 江宏恩                  | 醫師 林添丁之子 林素雲之夫 林蕙心、林耀祖之父 藍秋月之前男友                                                                                      |
| 白蘋   | 許子欣                  | 白佩山之養女 劉秀蘭之女 宋雲樵之妻，育有一子一女                                                                                                  |
| 宋雲樵 | 趙擎                    | 宋寶媚之子 白蘋之夫，育有一子一女 |
| 陳武雄 | 王惠五                  | 流氓 藍秋月前夫 陳清文之父 第44集因一次圍捕行動時，為救蘭姨而喪命                                                                                 |
| 廖永漢 | 謝屏楠                  | 企業家 廖美如之父、白蘋生父 劉秀蘭前夫 後因與劉秀蘭復合失敗，陪同女兒美如返回日本                                                                 |
| 媒婆   | 曾幼秀                  | 萬金的母親 原先對林添丁有好感，最後嫁給澎水雞 反對兒子娶春花為妻，後接受                                                                          |
| 紀叔   | 陳慧樓                  | 跟隨白將軍多年 紀飛鵬之父 後被查出為匪諜，影響身邊的人被政府調查監控                                                                              |
| 陳清文 | 張克帆                  | 藍秋月、陳武雄之子 紀清華同母異父之兄 |
| 紀清華 | 張瑞哲                  | 藍秋月、紀飛鵬之子 陳清文同母異父之弟 |
| 廖美如 | 何婉琦                  | 千金小姐，廖永漢之女 喜歡紀飛鵬，後感情失敗回日本                                                                                                 |
| 春花   | 陳怡真                  | 劉秀蘭收留的妓女，因染性病被劉秀蘭照顧 病癒後在林志明的診所擔任護士 嫁給媒婆的兒子萬金                                                            |
| 魏斯麥 | 馬木                    | 美國將軍 宋寶媚的情人 |
| 郭豐年 | 林瑞陽                  | 因曾是異議份子而隱居於山中，以規避政府查緝 林志明的教授 對劉秀蘭頗有好感 原要陪秀蘭一同逃至國外，但因身份查證時被發現，為保護秀蘭，被憲警追捕喪命 |
| 情報員 | 陳文山                  | 情報局人員 |
| 澎水雞 | 待查                    | 光明里里長 娶媒婆為妻 |
|        |                         | |

## 主題曲
- 片頭曲：〈用盡一生的愛〉，作詞：林美杏，作曲：楊明煌，主唱：張克帆
- 前期片尾曲：〈無情風無情雨〉，作詞：游鴻明，作曲：游鴻明，主唱：伍浩哲
- 後期片尾曲：〈繁華攏是夢〉，作詞：游鴻明，作曲：游鴻明，主唱：陳美鳳、游鴻明

## 相關節目
- 臺灣演義

## 外部連結
- YouTube台視官方頻道《臺灣水滸傳》 （页面存档备份，存于）

## 作品的變遷
| 台視 週一至週五 20:00～21:00                               | 台視 週一至週五 20:00～21:00          | 台視 週一至週五 20:00～21:00 |
| ---------------------------------------------------------- | ------------------------------------- | ---------------------------- |
|                                                            | 臺灣水滸傳 （1994.12.26 - 1995.3.31） |                              |
| 兩個永恆 （新月格格·煙鎖重樓） （1994.10.11 - 1994.12.23） | 香帥傳奇 （1995.4.3 - 1995.6.2）      |                              |